# کنفرانس بین‌المللی هالیوودیسم
کنفرانس بین‌المللی هالیوودیسم (انگلیسی: International Conference on Hollywoodism) که گاهی با نام «کنفرانس هالیوودیسم و سینما» نیز شناخته می‌شود، کنفرانسی است که در اوایل دهه ۲۰۱۰ چندین بار برگزار و توسط دولت ایران سازماندهی شده است. طبق توصیف خود، این کنفرانس «میزبان فیلمسازان، محققان و فعالانی از سراسر جهان است تا جنبه‌های مختلف سینمای جهان را که با آرمان‌های انسانی از یک سو و واقعیت‌های هالیوود از سوی دیگر مرتبط هستند، مورد بحث قرار دهند.» به طور خاص، این کنفرانس به انتقاد از تصویرسازی‌های صنعت سینمای ایالات متحده از اسلام و ایران پرداخت. این کنفرانس هر ساله در فوریه تهران، همزمان با و در چارچوب جشنواره بین‌المللی فیلم فجر برگزار می‌شد.
شرکت‌کنندگان در این کنفرانس‌ها شامل تحلیلگران ایرانی و همچنین شرکت‌کنندگان خارجی بودند. این کنفرانس فراخوان مقالات را منتشر کرد و به مقالات برتر انتخاب شده جوایز نقدی وعده داد. به مهمانان نسخه‌هایی از حداکثر ۲۰ فیلم برای تماشا به عنوان بخشی از حضورشان داده شد. برگزارکنندگان گاهی هزینه‌های سفر کسانی را که از خارج از کشور می‌آمدند، تأمین می‌کردند.

## تاریخچه

### کنفرانس‌های ۲۰۱۱ و ۲۰۱۲
کنفرانس افتتاحیه، سمیناری دو روزه بود که در سال ۲۰۱۱ برگزار شد. این سمینار به موضوعاتی مانند «تروریسم و هالیوود» و «هالیوود و شیطان‌پرستی» پرداخت.
کنفرانس ۲۰۱۲، ۴۸ مهمان بین‌المللی را گرد هم آورد که در مورد «هالیوود و هولوکاست»، «فلسطین روی خط آتش» و «داروینیسم و لیبرالیسم» به بحث و گفتگو پرداختند. رئیس جمهور ایران محمود احمدی‌نژاد کنفرانس را افتتاح کرد و از بازیگر و شرکت‌کننده شان استون، یک تازه مسلمان‌شده اخیر و پسر فیلمساز الیور استون، تجلیل کرد. از دیگر شرکت‌کنندگان می‌توان به وبستر تارپلی، یک نظریه‌پرداز توطئه آمریکایی، اشاره کرد. روزنامه «تهران تایمز» گزارش داد که چندین سخنران به ادعای «تأثیر رژیم صهیونیستی بر هالیوود» اشاره کردند. در کنفرانس سال ۲۰۱۲، روبر فوریسون مقاله‌ای در مورد «نقش هالیوودیسم در خلق افسانه «هولوکاست» ارائه داد. به نظر او، ایران باید از «بمب اتمی فقرا»، تجدیدنظرطلبی هولوکاست (اصطلاحی که خود انکارکنندگان هولوکاست ترجیح می‌دهند)، به عنوان وسیله‌ای برای مقابله با منتقدان استفاده کند.

### کنفرانس ۲۰۱۳
کنفرانس ۲۰۱۳ از ۲ فوریه تحت نظارت دولت ایران در تهران با حدود ۱۳۰ شرکت‌کننده بین‌المللی به مدت چهار روز برگزار شد. حامد قشقاوی دبیر امور بین‌الملل کنفرانس بود. مهمانان شامل مارک وبر از انستیتوی بازبینی تاریخی، ایزابل کوتان-پر (همسر کارلوس شغال)، یک فعال مسلمان از شیکاگو؛ عبدالعلیم موسی؛ آرت اولیویه، شهردار سابق حزب لیبرترین در بلفلاور (کالیفرنیا)، و کمدین فرانسوی دیودونه بودند. به گفته یکی از برگزارکنندگان، مانیکا ویت، آمریکایی فراری نهایی به ایران (که در سال ۲۰۱۲ نیز در این کنفرانس شرکت کرد)، دعوت نشده بود اما اجازه سخنرانی داشت. وب‌سایت این رویداد، «شرکا» را شناسایی کرد که شامل توطئه‌گران یازده سپتامبر/منکران هولوکاست کوین بارت (از طریق وب‌سایت جهاد حقیقت) و جیم فتزر، و همچنین Americana Pictures، یک شرکت تولیدی متعلق به مرلین میلر، عضو برتری‌طلب سفیدپوست حزب آزادی آمریکا و شورای منافع ملی (CNI) که رهبر آن آلیسون وییر است، می‌شد. اتحادیه ضد افترا (ADL) گفت که لوگوی این کنفرانس ستاره داوود را با تصاویر ماسونی ترکیب کرده است.
این کنفرانس در هتل پارسیان آزادی برگزار شده است. این کنفرانس توسط جواد شمقدری، رئیس سازمان سینمایی ایران و معاون وزیر فرهنگ و ارشاد اسلامی در امور سینمایی، افتتاح شد. وزیر فرهنگ و ارشاد اسلامی ایران سید محمدعلی حسینی نیز حضور داشت. او در سخنرانی خود ابراز عقیده کرد که هالیوود توسط "مدیریت پنهانی که مراکز اقتصادی، تجاری، تحقیقاتی و نظریه‌پردازی را هدایت می‌کند" اداره می‌شود، اگرچه او همچنین ادعا کرد که "رهبران کاخ سفید نقش اصلی را در سیاست هنری هالیوود ایفا می‌کنند."
بحث کنفرانس توجه ویژه‌ای به تأثیرات فیلم آمریکایی آرگو" (۲۰۱۲) بر افکار عمومی آمریکا داشت، فیلمی که برداشتی روایی و تخیلی از جنبه‌هایی از گروگان‌گیری در سفارت ایالات متحده آمریکا سال‌های ۱۹۷۹-۱۹۸۱ است که برای چندین جایزه اسکار نامزد شده بود. همچنین فیلم‌های «غیرقابل‌تصور» (۲۰۱۰) و «شمارش معکوس اورشلیم» (۲۰۱۱) و فیلم‌های دیگر به نمایش درآمدند و مورد بحث قرار گرفتند. در حالی که بسیاری از شرکت‌کنندگان این تصور را داشتند که فیلم‌های آمریکایی در خدمت ترویج یک دستور کار مخفی هستند که آنها را «هالیوودیسم» می‌نامیدند، اما اغلب در رویکردهای خود متفاوت بودند.
در میان شرکت‌کنندگان سال ۲۰۱۳، سناتور سابق و نامزد ریاست جمهوری ایالات متحده مایک گریول حضور داشت که پیش از این مصاحبه‌های مکرری با پرس تی‌وی، شبکه دولتی ایران، انجام داده بود. گراول گفت که صنعت فیلم ایالات متحده، مردم آمریکا را در مورد اینکه در مورد ایران چه فکری کنند، شستشوی مغزی داده است. او همچنین گفت که این کنفرانس شامل «عناصر مختلف افراط‌گرایی» بود که برخی از نگرش‌های آنها علیه اسرائیل و صهیونیسم «خارج از برنامه» بود. یکی دیگر از شرکت‌کنندگان، حسن عباسی، استراتژیست سیاسی ایرانی بود که به خاطر نظریه‌های توطئه صهیونیستی مربوط به شخصیت‌های کارتونی تام و جری شناخته می‌شود و در مورد تماشای فیلم‌های آمریکایی گفت: «تصاویری که می‌بینید، خیالات جنسی شما را آلوده می‌کند.» ای. مایکل جونز، سردبیر یک مجله مسیحی محافظه‌کار آمریکایی، گفت که از اینکه کشور میزبان چگونه فرهنگ خود را غیرجنسی کرده است، تحت تأثیر قرار گرفته است: «دلیلی وجود داشت که ایرانیان سینماهای خود را در طول انقلاب آتش زدند.» عبدالعلیم موسی، گفت که مردم مسلمان در معرض «تهاجم فرهنگی» فیلم‌های غربی قرار گرفته‌اند.